# Розино (Пловдивська область)
Ро́зино (болг. Розино) — село в Пловдивській області Болгарії. Входить до складу общини Карлово.

## Населення
За даними перепису населення 2011 року у селі проживали 4113 осіб.
Національний склад населення села:
| Національність   | Кількість осіб | Відсоток |
| ---------------- | -------------- | -------- |
| турки            | 1597           | 41,3%    |
| цигани           | 1177           | 30,4%    |
| болгари          | 1077           | 27,8%    |
| інша             | 5              | 0,1%     |
| не визначились   | 15             | 0,4%     |
| Всього відповіли | 3871           |          |

Розподіл населення за віком у 2011 році:
Динаміка населення: